# یواس‌اس بسوگو (اس‌اس-۳۲۱)
یواس‌اس بسوگو (اس‌اس-۳۲۱) (به انگلیسی: USS Besugo (SS-321)) یک زیردریایی است که طول آن ۳۱۱ فوت ۹ اینچ (۹۵٫۰۲ متر) می‌باشد. این زیردریایی در سال ۱۹۴۴ ساخته شد.